# Leśna
Pour les articles homonymes, voir Leśna (homonymie).
Leśna (en allemand : Marklissa) est une ville de Pologne, située dans le sud-ouest du pays, dans la voïvodie de Basse-Silésie. Elle est le chef-lieu de la gmina de Leśna, dans le powiat de Lubań.

## Géographie
La ville est située dans la région historique de Haute-Lusace au pied nord des monts de la Jizera, une chaîne des Sudètes. Le centre ville se trouve sur la rive gauche de la Kwisa qui, du nord au sud, constitue la frontière avec la région de Silésie. La frontière tcheque et la commune de Jindřichovice pod Smrkem se situent quelques kilomètres au sud.

## Histoire
Le château de Lesne, situé un kilomètre et demi environ au sud de la ville, est mentionné pour la première fois dans un acte du roi Venceslas Ier de Bohême en 1247. À cette date, la forteresse a probablement servi pour la protection de la frontière bohémienne ; plus tard, elle perdit de son importance par rapport au château de Czocha. Les domaines ont constitué la partie sud-est du pays de Bautzen (Budissin), la future Haute-Lusace, qui a été gouvernée par les margraves ascaniens de Brandebourg jusqu'à l'extinction de la lignée en 1319. 
La ville de Lissa, sur la route de Zittau à Lauban, est documentée en 1329, à l'époque où le duc silésien Henri de Jawor revendique le patrimoine des Ascaniens. Il n'a cependant pas pu s'imposer sur le roi bohémien Jean de Luxembourg et son fils Charles IV qui annexent la Haute-Lusace dans leurs pays de la couronne de Bohême. La ville fut dévastée pendant les croisades contre les hussites au XVe siècle et de plusieurs fois par des inondations et des incendies.
Pendant la guerre de Trente Ans, au cours du paix de Prague en 1635, les Lusaces passaient à l'électorat de Saxe sous la maison de Wettin. Après la guerre, la région s'est transformée en refuge pour les protestants persécutés des pays bohémiens au sein de la monarchie de Habsbourg et la ville connaît une réussite économique. En 1815, après les guerres napoléoniennes, le Congrès de Vienne décida de donner la partie nord et est de la Haute-Lusace au royaume de Prusse, et la ville fit ainsi partie de l'arrondissement de Lauban dans le district de Liegnitz au sein de la province prussienne de Silésie (Basse-Silésie) jusqu'à la fin de la Seconde Guerre mondiale. 
Au cours du déplacement de la frontière entre l'Allemagne et la Pologne sur l’Oder et la Neisse en 1945, la partie est de la Haute-Lusace et la ville de Leśna furent cédées à la Pologne.